# Villards-d'Héria
Villards-d'Héria és un municipi francès situat al departament del Jura i a la regió de Borgonya - Franc Comtat. L'any 2007 tenia 458 habitants.

## Demografia

### Població
El 2007 la població de fet de Villards-d'Héria era de 458 persones. Hi havia 184 famílies de les quals 48 eren unipersonals (36 homes vivint sols i 12 dones vivint soles), 56 parelles sense fills, 68 parelles amb fills i 12 famílies monoparentals amb fills.
La població ha evolucionat segons el següent gràfic:
Habitants censats

### Habitatges
El 2007 hi havia 226 habitatges, 185 eren l'habitatge principal de la família, 20 eren segones residències i 21 estaven desocupats. 188 eren cases i 34 eren apartaments. Dels 185 habitatges principals, 142 estaven ocupats pels seus propietaris, 34 estaven llogats i ocupats pels llogaters i 9 estaven cedits a títol gratuït; 5 tenien una cambra, 6 en tenien dues, 23 en tenien tres, 52 en tenien quatre i 99 en tenien cinc o més. 140 habitatges disposaven pel capbaix d'una plaça de pàrquing. A 80 habitatges hi havia un automòbil i a 90 n'hi havia dos o més.

### Piràmide de població
La piràmide de població per edats i sexe el 2009 era:
| Homes | Edats   | Dones |
| ----- | ------- | ----- |
| 0     | 95 o +  | 0     |
| 0     | 90 a 94 | 0     |
| 0     | 85 a 89 | 4     |
| 4     | 80 a 84 | 0     |
| 12    | 75 a 79 | 0     |
| 8     | 70 a 74 | 20    |
| 16    | 65 a 69 | 20    |
| 8     | 60 a 64 | 4     |
| 8     | 55 a 59 | 8     |
| 16    | 50 a 54 | 12    |
| 12    | 45 a 49 | 8     |
| 20    | 40 a 44 | 24    |
| 20    | 35 a 39 | 20    |
| 20    | 30 a 34 | 12    |
| 16    | 25 a 29 | 12    |
| 24    | 20 a 24 | 16    |
| 12    | 15 a 19 | 16    |
| 4     | 10 a 14 | 28    |
| 8     | 5 a 9   | 28    |
| 12    | 0 a 4   | 20    |

## Economia
El 2007 la població en edat de treballar era de 293 persones, 226 eren actives i 67 eren inactives. De les 226 persones actives 211 estaven ocupades (123 homes i 88 dones) i 14 estaven aturades (2 homes i 12 dones). De les 67 persones inactives 28 estaven jubilades, 22 estaven estudiant i 17 estaven classificades com a «altres inactius».

### Ingressos
El 2009 a Villards-d'Héria hi havia 183 unitats fiscals que integraven 473,5 persones, la mediana anual d'ingressos fiscals per persona era de 18.750 €.

### Activitats econòmiques
Dels 14 establiments que hi havia el 2007, 4 eren d'empreses de fabricació d'altres productes industrials, 2 d'empreses de construcció, 1 d'una empresa de comerç i reparació d'automòbils, 1 d'una empresa immobiliària, 4 d'empreses de serveis i 2 d'empreses classificades com a «altres activitats de serveis».
Dels 2 establiments de servei als particulars que hi havia el 2009, 1 era un taller de reparació d'automòbils i de material agrícola i 1 fusteria.
L'únic establiment comercial que hi havia el 2009 era una botiga de menys de 120 m².
L'any 2000 a Villards-d'Héria hi havia 5 explotacions agrícoles.

## Equipaments sanitaris i escolars
El 2009 hi havia una escola elemental integrada dins d'un grup escolar amb les comunes properes formant una escola dispersa.

## Poblacions més properes
El següent diagrama mostra les poblacions més properes.